# Giáng ông
Giáng ông hay bồng bồng, huyết giác Nam Bộ (danh pháp: Dracaena cochinchinensis) là một loài thực vật có hoa trong họ Măng tây. Loài này được (Lour.) S.C.Chen mô tả khoa học đầu tiên năm 1980.